# Iron Squid
L'Iron Squid était un tournoi de sport électronique sur StarCraft II, principalement organisée et commentée en français par les frères Pomf et Thud en 2012 et 2013. Les deux éditions qui ont eu lieu se sont déroulées en ligne pour les phases de poules et les phases finales (demi-finales, petite finale, grande finale) se sont déroulées en public au Grand Rex puis au Palais des congrès de Paris. Le nom du tournoi rappelle le multitasking des joueurs de StarCraft II, c'est-à-dire leur faculté à faire plusieurs actions en même temps et rapidement. Life et MMA, les deux gagnants Iron Squid se sont affrontés en finale des WCS Global Finals.

## Vainqueurs
| Iron Squid 2012        | Iron Squid 2012                        | Iron Squid 2012 | Iron Squid 2012 |
| Événement              | Date                                   | Gagnant         | Finaliste       |
| ---------------------- | -------------------------------------- | --------------- | --------------- |
| Iron Squid : Chapter 1 | Du 19 février au 5 mai 2012            | (T) MMA         | (Z) Symbol      |
| Iron Squid : Chapter 2 | Du 28 novembre 2012 au 27 janvier 2013 | (Z) Life        | (Z) DongRaeGu   |

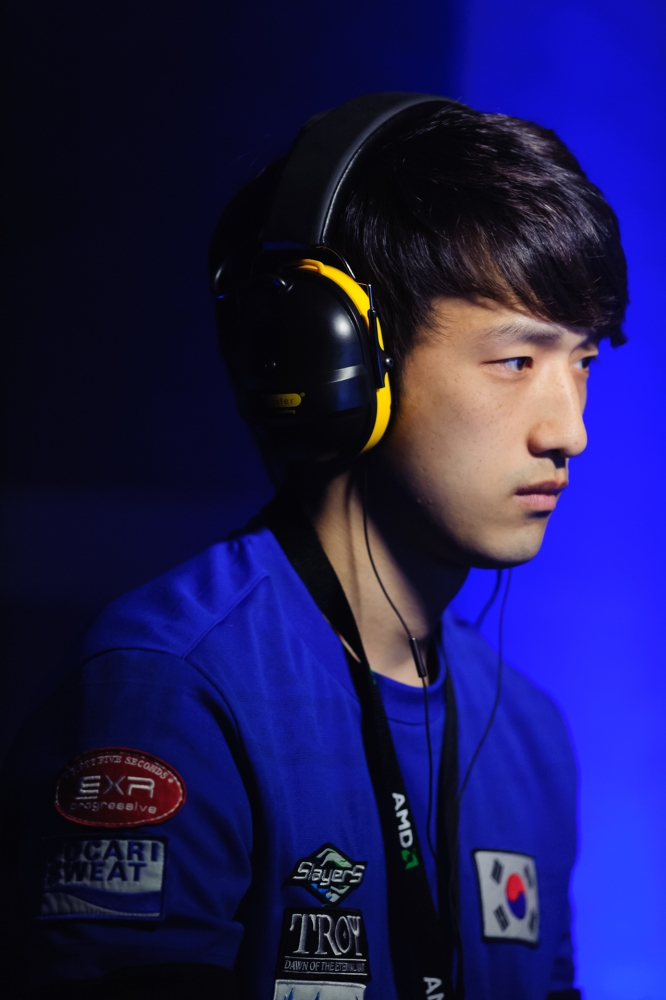
MMA
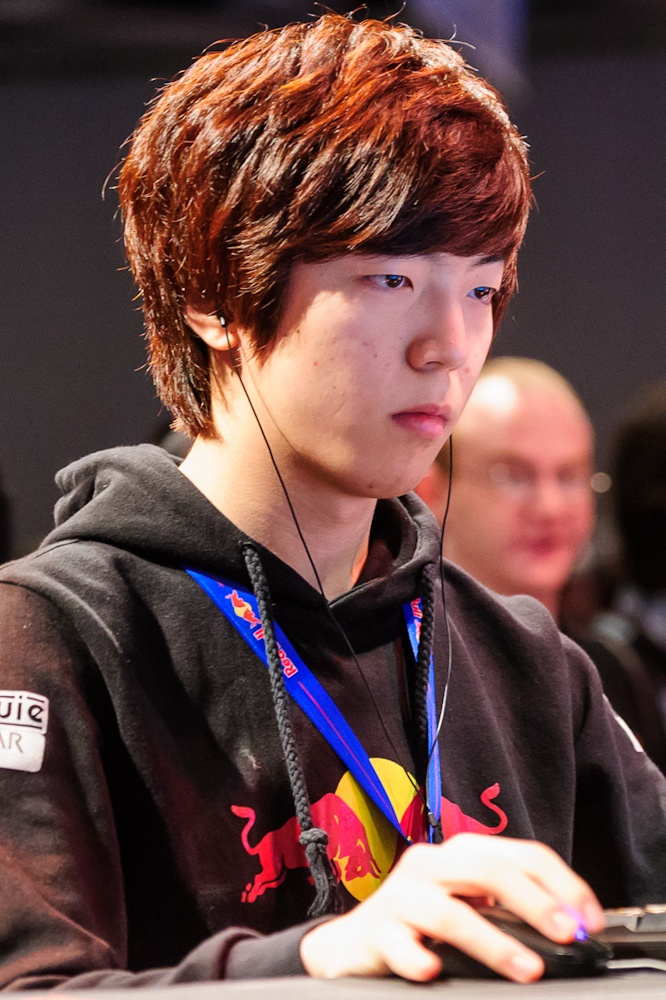
Life

## Chapter 1 - A Squid is born
L'Iron Squid : Chapter 1 - A Squid is born, annoncé le 14 janvier 2012, est le premier chapitre de l'Iron Squid qui s'est déroulé du 19 février 2012 au 5 mai 2012. Vingt joueurs y ont participé, dont 18 invités et deux qualifiés (22 janvier et 5 février). Les phases de poules et les quarts de finale ont été jouées en ligne, rediffusées en direct sur Iron Squid TV, tandis que les phases finales restantes se sont tenues au Grand Rex, le plus grand cinéma de Paris, avec 2 500 spectateurs sur place, tandis que l'on a compté environ 50 000 télé-spectateurs sur internet. La compétition a été en français commentée par Pomf et Thud et en anglais par TotalBiscuit et Apollo. Le gagnant du chapitre 1 est MMA.

## Chapter 2 - Squid Calling
L'Iron Squid : Chapter 2 - Squid Calling, annoncé le 27 septembre 2012, est le second chapitre de l'Iron Squid qui s'est déroulé du 28 novembre 2012 au 26 janvier 2013. Cette édition a rassemblé trente-deux joueurs du monde entier (vingt-quatre invités et huit participants issus d’une phase qualificative). La finale de cette deuxième édition s'est déroulée le 26 janvier 2013 au Palais des congrès de Paris. Plus de 3 700 spectateurs y ont assisté,, et la retransmission vidéo sur internet a comptabilisé plus de 70 000 spectateurs uniques, dont 62 000 rien que pour la grande finale. La musique a été jouée par In Uchronia, ainsi qu'une introduction avec orchestre symphonique.
Plusieurs commentateurs ont animé l’événement : 
- Côté francophone : 
  - Alexandre « Pomf » et Hadrien « Thud » Noci
  - Yann « Anoss » Lotte [9],[10]
  - Emmanuel « MoMaN » Marquez[10]
  - Yoan « ToD » Merlo (qui commente en anglais[10])
- Côté non-francophone : 
  -  Sean « Day[9] » Plott[11],[10]
  -  James « Kaelaris » Carrol[10]
  -  Wolf « Wolf » Schröder[10]
  -  Thomas « Khaldor » Killian[10]
  -  « Igor » (en direct de Moscou)[10]

D'autres personnalités ont également été présentes sur le plateau :
- Kyan Khojandi[6], qui a commenté une partie avec Pomf et Anoss, avant d'être rejoint sur scène par Yacine et Dédo pour un sketch "Plus geek tu meurs !"[5] ;
- Trunks[10], journaliste à Gamekult, et habitué des MLG, qui a animé les différents temps morts et interviews des joueurs

Le tournoi passe donc à la diffusion internationale dès la seconde édition, et est désormais reconnu comme un événement unique en son genre, notamment par le fait qu'aucun autre pays en Europe n'a de compétition nationale de cette envergure.
Le dernier carré de la compétition rassemble les trois meilleurs joueurs Zergs au monde, et le seul non-zerg, MarineKing Prime, est défait par Life (3-1), puis sèchement battu 3-0 par NesTea pour la petite finale. NesTea et DongRaeGu de leur côté ne se sont départagés qu'au cinquième match, remporté par DongRaeGu. DongRaeGu aligne rapidement trois victoires de suite en finale contre Life, avant que ce dernier ne remonte petit à petit le handicap pour finalement s'imposer 4-3.
Malgré ce succès mondialement reconnu, cette édition est déficitaire, notamment à cause du coût de la salle et celui des récompenses, qui se doivent d'être importants pour attirer les meilleurs joueurs. Les sponsors du tournoi, notamment Numericable (pour l'accès internet) et Asus (pour les ordinateurs), permettent toutefois d'assurer le soutien matériel,.

### Palmarès
| Place | Joueur                       | Récompense | Équivalence en euro |
| ----- | ---------------------------- | ---------- | ------------------- |
| 1     | Lee « Life » Seung Hyun      | 12 500 USD | 9 480 EUR           |
| 2     | Park « DongRaeGu » Soo Ho    | 6 250 USD  | 4 740 EUR           |
| 3     | Lim « NesTea » Jae Duk       | 3 750 USD  | 2 844 EUR           |
| 4     | Lee « MarineKing » Jung Hoon | 2 500 USD  | 1 896 EUR           |
| 5-8   | Jang « MC » Min Chul         | 500 USD    | 372 EUR             |
| 5-8   | Michael « Goswser » Dobler   | 500 USD    | 372 EUR             |
| 5-8   | Sasha « Scarlett » Hostyn    | 500 USD    | 372 EUR             |
| 5-8   | Ilyes « Stephano » Satouri   | 500 USD    | 372 EUR             |

## Chapter 3
À la suite de cet accès à une notoriété internationale, un troisième chapitre est prévu. Lors d'une interview le 5 mai 2014, Hadrien « Thud » Noci a affirmé être confiant. O'Gaming TV dispose en effet d'un sponsoring suffisant qui dépend d'une force commerciale, mais aussi d'autres revenus grâce à la publicité sur les web-télévisions. Rien n'est précisément fixé, mais il est suggéré que le troisième volet de la compétition pourrait avoir lieu en 2015. Mais la réflexion concernant l'événement est finalement mise en pause, l'équipe d'O'Gaming se concentrant sur Nation Wars, l'autre tournoi qu'ils organisent et dont le cahier des charges est moins contraignant.